# Елиста
Елиста́ (на руски: Элиста; на калмикски: Элст) е град в Русия и столица на Република Калмикия. Населението му през 2019 година е 102 618.

## История
Възниква през 1865 г. като малко селище. През ноември 1920 г. става административен център на Калмикската автономна област. През 1930-те години Елиста се оформя като малко градче в резултат от Сталиновата политика на колективизация на селското стопанство и индустриализация. Много калмики изоставят своя традиционен пастирски и номадски бит и го заменят с модерен, уседнал и градски начин на живот.
През октомври 1935 г. градът е провъзгласен за столица на Калмикската АССР. През 1942 г., в разгара на Втората световна война, Елиста е окупирана от германската армия. На 27 декември 1943 г. Калмикската АССР е разпусната, а жителите и етнически калмики са депортирани в Сибир. На мястото на изселеното население са заселени руснаци, а името на Елиста е променено на Степно́й. Името се запазва до 1957 г., когато на оцелелите от депортацията е разрешено да се завърнат от изгнание.

## Население
| 1880    | 1888    | 1897    | 1905    | 1914    | 1931    | 1939    | 1959    |
| ------- | ------- | ------- | ------- | ------- | ------- | ------- | ------- |
| 331     | 1178    | 1200    | 1337    | 1507    | 7300    | 17 100  | 23 171  |
| 1962    | 1967    | 1970    | 1973    | 1976    | 1979    | 1982    | 1986    |
| 31 000  | 43 000  | 49 827  | 56 000  | 64 000  | 70 282  | 76 000  | 83 000  |
| 1989    | 1993    | 1996    | 1999    | 2001    | 2003    | 2005    | 2007    |
| 89 695  | 92 000  | 96 000  | 101 700 | 107 800 | 104 300 | 103 300 | 102 700 |
| 2009    | 2010    | 2011    | 2012    | 2013    | 2014    | 2015    | 2016    |
| 102 805 | 103 749 | 103 504 | 104 125 | 104 238 | 104 017 | 104 387 | 104 005 |

### Етнически състав
Към 2010 г. населението на Елиста е представено от: 65,8% калмики, 25,0% руснаци, 0,6% казахи, 0,45% украинци и други.

## Климат
Елиста е с умереноконтинентален климат. Средната годишна температура е 9 °C, а средните годишни валежи са около 349 mm.
| Климатични данни за Елиста                     | Климатични данни за Елиста | Климатични данни за Елиста | Климатични данни за Елиста | Климатични данни за Елиста | Климатични данни за Елиста | Климатични данни за Елиста | Климатични данни за Елиста | Климатични данни за Елиста | Климатични данни за Елиста | Климатични данни за Елиста | Климатични данни за Елиста | Климатични данни за Елиста | Климатични данни за Елиста |
| Месеци                                         | яну.                       | фев.                       | март                       | апр.                       | май                        | юни                        | юли                        | авг.                       | сеп.                       | окт.                       | ное.                       | дек.                       | Годишно                    |
| Абсолютни максимални температури (°C)          | 14,1                       | 18,0                       | 22,2                       | 32,5                       | 37,1                       | 41,1                       | 42,7                       | 44,0                       | 37,5                       | 30,0                       | 23,5                       | 18,0                       | 44,0                       |
| Средни максимални температури (°C)             | −2,9                       | −2                         | 4,7                        | 16,4                       | 23,6                       | 28,1                       | 30,9                       | 29,6                       | 23,5                       | 14,3                       | 6,3                        | 0,5                        | 14,3                       |
| Средни температури (°C)                        | −5,9                       | −6                         | −0,3                       | 9,7                        | 16,9                       | 21,5                       | 24,4                       | 23,2                       | 16,8                       | 8,9                        | 2,1                        | 3,1                        | 9,0                        |
| Средни минимални температури (°C)              | −8,8                       | −8,4                       | −2,8                       | 5,1                        | 11,2                       | 15,7                       | 18,3                       | 16,7                       | 11,7                       | 4,6                        | 0,2                        | −4,4                       | 4,9                        |
| Абсолютни минимални температури (°C)           | −34,1                      | −31,5                      | −27,1                      | −10,7                      | −1,1                       | 5,0                        | 8,0                        | 6,0                        | −3,3                       | −14,1                      | −27,7                      | −30                        | −34,1                      |
| Средни месечни валежи (mm)                     | 25                         | 18                         | 17                         | 22                         | 37                         | 50                         | 40                         | 31                         | 29                         | 23                         | 28                         | 29                         | 349                        |
| ---------------------------------------------- | -------------------------- | -------------------------- | -------------------------- | -------------------------- | -------------------------- | -------------------------- | -------------------------- | -------------------------- | -------------------------- | -------------------------- | -------------------------- | -------------------------- | -------------------------- |
| Източник: Гидрометцентр России, Thermo-Karelia |                            |                            |                            |                            |                            |                            |                            |                            |                            |                            |                            |                            |                            |

## Икономика
Основните отрасли, развивани в града, са добивът на нефт и природен газ, електроенергетиката, текстилната и хранително-вкусовата промишленост. Градът разполага с малко летище и жп гара.

## Други
Градът има множество обновени паркове, фокусирани към главния площад, паметници на Ленин и Буда. Източно от града се намира олимпийското селище на XXXIII шахматна олимпиада от 1998 г., известно като „Шахматния град“. Там може да бъде намерен обществен басейн и превъзходен музей на калмикското будистко изкуство, служещ също като конферентен център.

## Побратимени градове
- Улан Уде, Русия
- Лхаса, Китай
- Улан Батор, Монголия
- Хауел, Ню Джърси, САЩ

## Личности
- Сънгаджи Тарбаев – известен руски продуцент и телевизионен водещ от калмикски произход

## Галерия
- Статуя на Буда в центъра на града.
- Шахмат на площад „Ленин“.
- Входа на парк „Дружба“.
- 9-и микрорайон.
- Калмикският държавен университет.